# Wiktor Dubowyk
Wiktor Wiktorowytsch Dubowyk (ukrainisch Віктор Вікторович Дубовик; * 10. Dezember 1989 in Urytschtscha, Minskaja Woblasz, Belarussische SSR) ist ein ukrainischer Jurist, Rechtsanwalt und Staatsbeamter. Seit Mai 2024 ist er Generaldirektor der Direktion für Rechtspolitik des Präsidialamts der Ukraine. Zuvor leitete er das Büro zur Bekämpfung von Raubübernahmen beim Justizministerium der Ukraine.

## Lebenslauf

### Ausbildung
Er absolvierte die Nationale Wassyl-Stus-Universität Donezk (Fachrichtung Rechtswissenschaften) sowie die Nationale Akademie für öffentliche Verwaltung beim Präsidenten der Ukraine (Fachrichtung „Wirtschaftspolitik“).

### Karriere
Seit 2011 war Wiktor Dubowyk als Jurist tätig, wobei er sich auf die rechtliche Begleitung von Unternehmen und den Schutz vor rechtswidriger Übernahme und Raubüberfällen konzentrierte. In dieser Zeit arbeitete er als Rechtsberater und später als Direktor des Unternehmens Viva Lex.
Im Jahr 2012 kandidierte er für die Werchowna Rada auf Listenplatz 13 der Partei „Grüne Planeta“, wurde jedoch nicht gewählt.
In den Jahren 2013–2014 war er Berater des Ersten Vizepremierministers der Ukraine.
Im Jahr 2015 kandidierte er für den Regionalrat von Mykolajiw für die Partei „Batkiwschtschyna“ auf Listenplatz 14, wurde jedoch nicht gewählt.
Von 2016 bis 2020 war er Partner der Anwaltskanzlei „Wolkhow“ und leitete die Praxis für Unternehmensschutz.
Im Jahr 2019 erhielt er die Zulassung als Rechtsanwalt.

### Tätigkeit im Justizministerium der Ukraine
Im Jahr 2020 bekleidete er das Amt des Leiters der Abteilung für die Bearbeitung von Anträgen und Beschwerden im Bereich der staatlichen Registrierung der Abteilung für Notariat und staatliche Registrierung.
Vom 18. September 2020 bis zum 18. April 2024 leitete Wiktor Dubowyk das Büro zur Bekämpfung von Raubübernahmen des Justizministeriums der Ukraine. In diesem Zeitraum initiierte er eine Reihe von Reformen, die auf die Stärkung des Eigentumsschutzes und die Bekämpfung rechtswidriger Besitzübernahmen abzielten. Insbesondere wurde die Zahl unbefugter Eingriffe in staatliche Register auf null reduziert, der Beschwerdeprozess wurde optimiert, außerdem wurde der Schutz des Registrierungssystems während des Kriegsrechts gewährleistet.

### Tätigkeit im Präsidialamt der Ukraine
Im April 2024 wurde Wiktor Dubowyk zum Generaldirektor der Direktion für Rechtspolitik des Präsidialamts der Ukraine ernannt. In dieser Funktion ist er für die Entwicklung rechtlicher Initiativen des Präsidenten und die Koordinierung der Rechtspolitik des Staates verantwortlich.

## Gesellschaftliches Engagement
Nach dem groß angelegten russischen Überfall auf die Ukraine kommunizierte er mit Unternehmen über Besonderheiten von Raubüberfällen während des Kriegsrechts und über Maßnahmen zur Verhinderung von Raubüberfällen. Im Jahr 2023 bewarb er sich um den Posten des Leiters der Agentur für Fahndung und Verwaltung von Vermögenswerten, die aus Korruptionsdelikten stammen. Die Auswahlkommission wählte jedoch einen anderen Kandidaten. Im Jahr 2025 kandidierte er für den Posten des Leiters des Büros für wirtschaftliche Sicherheit der Ukraine. Während des Auswahlverfahrens wies er auf systematische Verstöße gegen die Prinzipien der Offenheit und Transparenz durch die Auswahlkommission hin.

## Auszeichnungen und Ehrungen
- Ehrenurkunde des Ministerkabinetts der Ukraine (2020) – für bedeutende Beiträge zur Entwicklung der Rechtspolitik und zur Bekämpfung von Raubüberfällen;[1]
- Auszeichnung des Ministeriums für Justiz der Ukraine (2021) – für Professionalität und effektive Leitung des Büros zur Bekämpfung von Raubüberfällen;[1]
- Medaille „Für die Förderung der Streitkräfte der Ukraine“ (2022);[7]
- Auszeichnung der Hauptverwaltung für Aufklärung des Verteidigungsministeriums der Ukraine – Medaille „Für die Förderung der militärischen Aufklärung der Ukraine“ II. Stufe (2022).[7]